# Lahrach
Lahrach (en arabe : لحرش) est une commune rurale du sud de la Mauritanie, située dans le département de M'Bout de la région de Gorgol.

## Géographie
La commune de Lahrach est située au nord-est dans la région de Gorgol et elle s'étend sur 939 km2.
Elle est délimitée au nord par les communes d'El Ghabra et de Daghveg, à l’est par les communes de Laweissi et de Tikobra, à l'ouest par les communes de Foum Gleita et de Chelkhet Tiyab.

## Histoire
Lahrach a été érigée en commune par l'ordonnance du 20 octobre 1987 instituant les communes de Mauritanie.

## Démographie
Lors du Recensement général de la population et de l'habitat (RGPH) de 2000, Lahrach comptait 6 622 habitants.
Lors du RGPH de 2013, la commune en comptait 10 280, soit une croissance annuelle de 3,6 % sur 13 ans.

## Économie
L'agriculture est au centre de l'économie de Lahrach, comme quasiment toutes les communes de la région. Mais cette économie est fragile car elle rencontre des obstacles à son développement, notamment les conditions climatiques ou le manque de moyens des agriculteurs. Pour faire face à ces obstacles, l'état ou différentes ONG financent des projets qui améliorent les conditions de vie des habitants.